# Fernand Rigot
Pour les personnes ayant le même patronyme, voir Rigot.
Fernand Rigot (né le 16 février 1894 - décédé le 22 juillet 1981) est un poète, romancier, explorateur, cinéaste et producteur de cinéma belge. En 1931, il effectue une exploration de l'Islande dont il tire un livre (voir œuvres littéraires) et deux films (voir filmographie). Durant la Seconde Guerre mondiale, qu'il termine avec le grade de Colonel, il est agent secret du Réseau Luc-Marc, spécialisé dans le renseignement militaire, au sein du Service de renseignement et d'action. De 1946 à 1958, il est chef du Service cinématographique du ministère de l'Instruction publique. Il est membre du jury au Festival de Cannes en 1946 . Il est alors administrateur de la Cinémathèque royale de Belgique. Sous son impulsion, la cinémathèque encourage la production de documentaires (André Cauvin, Charles Dekeukeleire, Paul Haesaerts, Gérard De Boe).
L'incendie du ministère de l'instruction publique le 24 juin 1947 à la suite d'une imprudence de la part d'un employé chargé d'inventorier des films stockés dans la cave restera une date noire dans sa vie car non seulement il y perdit des collègues, mais de plus en tant que directeur du département cinéma, on lui imputât une part de la responsabilité pénale alors qu'il avait plusieurs fois attiré l'attention de ses supérieurs sur les conditions dangereuses du stockage des bobines de film au nitrate. Les preuves écrites de ses mises en garde ayant disparu dans la catastrophe, il ne put jamais faire valoir son droit, et la mort de dix-huit personnes le hantera jusqu'à la fin de sa vie (témoignage oral de sa petite fille Sylvie Rigot).

## Œuvres littéraires
- Terre sans eaux, Poèmes, 1927
- En barque : journal de bord, illustré d'un bois gravé par Emile De Bongnie,1928
- Le vagabond de Dieu, Roman, en collaboration avec Emile De Bongnie, 1931
- Aire des vents, Poèmes, 1933
- Islande, escale entre deux mondes, récit de voyage, 1937
- Nomenclature des films réalisés en Belgique ou faits par des Belges à l'étranger de 1907 à 1955, ouvrage de référence, 1958
- Diction et prononciation françaises, ouvrage didactique, en collaboration avec Carlos Roty, 1958[4]

## Filmographie
- Islande, escale entre deux mondes 1932. En cours de restauration à la Cinémathèque royale de Belgique (2017). Documentaire d'une longueur de 15 minutes qui contient des mages de l'Islande, notamment de Reykjavik, d'une expédition à cheval vers le Mont Hekla, de geysers, de l'utilisation de la géothermie en Islande, de travaux des champs. Ces images rares sont considérées comme parmi les plus anciennes de l'Islande. Les commentaires sont par Fernand Rigot, sur musique de fond.
- Pêcheurs belges en Islande, 1935. Actuellment en cours de restauration à la Cinematek (2017). Documentaire d'une longueur de 15 minutes dans lequel Fernand Rigot, lors de son voyage aller-retour vers l'Islande, relate la vie quotidienne difficile des pécheurs de morue de Ostende qui partaient vers les Orchades et l'Islande à la recherche de bancs de morues. Sa représentation des techniques de pêche et de la fabrication sur le chalutier de l'huile de foie de morue en font un document inestimable pour l'histoire des techniques de pêche de la première moitié du XXe siècle, à l'instar de la scène de pêche à l'espadon dans Stromboli de Roberto Rossellini en 1949. Les commentaires sont par Fernand Rigot, sur musique de fond.
- Bezoek aan Picasso, de Paul Haesaerts, 1948
- L'Équateur aux cents visages, d'André Cauvin, 1948
- Bongolo, d'André Cauvin, 1952

## Archives
Les archives de Fernand Rigot ont été inventoriées par Lise Lacroix, chercheuse à l'université de Namur, et sont en consultation libre aux Archives générales du royaume.

## Liens familiaux
Fernand Rigot a eu une nombreuse descendance parmi laquelle on compte Sylvie Rigot, speakerine à la RTBF de 1979 à 1993 et présentatrice des Jeux sans frontières pour la RTBF en 1988 et 1989, Jean-Charles Rigot, réalisateur de télévision (qui passe notamment 23 ans à RTL-TVI), et Simon Rigot, compositeur et musicien du groupe Bernthøler (1981-1985).